# Ryan Whiting
Ryan Whiting (Harrisburg, 24 novembre 1986) è un pesista statunitense.
In carriera vanta due titoli mondiali indoor consecutivi ottenuti nelle edizioni di Istanbul 2012 e Sopot 2014.

## Biografia
Diventa campione del mondo indoor ad Istanbul il 9 marzo 2012, con il suo primato a esattamente 22 metri.

## Palmarès
| Anno | Manifestazione  | Sede       | Evento         | Risultato | Misura  | Note                                     |
| ---- | --------------- | ---------- | -------------- | --------- | ------- | ---------------------------------------- |
| 2011 | Mondiali        | Taegu      | Getto del peso | 6º        | 20,75 m |                                          |
| 2012 | Mondiali indoor | Istanbul   | Getto del peso | Oro       | 22,00 m | Miglior prestazione mondiale stagionale  |
| 2012 | Olimpiadi       | Londra     | Getto del peso | 9º        | 20,64 m |                                          |
| 2013 | Mondiali        | Mosca      | Getto del peso | Argento   | 21,57 m |                                          |
| 2014 | Mondiali indoor | Sopot      | Getto del peso | Oro       | 22,05 m |                                          |
| 2017 | Mondiali        | Londra     | Getto del peso | 7º        | 21,09 m |                                          |
| 2018 | Mondiali indoor | Birmingham | Getto del peso | 7º        | 21,03 m | Miglior prestazione personale stagionale |

## Campionati nazionali
- 1 volta campione nazionale nel getto del peso (2013)
- 3 volte campione nazionale indoor nel getto del peso (2011, 2013/2014)
- 2 volte campione nazionale NCAA nel getto del peso (2009/2010)
- 1 volta campione nazionale NCAA nel lancio del disco (2010)
- 3 volte campione nazionale NCAA indoor nel getto del peso (2008/2010)

2006
- 8º ai Campionati nazionali statunitensi, getto del peso - 19,36 m
- 18º ai Campionati nazionali statunitensi, getto del peso - 18,79 m
- 13º ai Campionati nazionali statunitensi, lancio del disco - 54,89 m

2007
- Bronzo ai Campionati nazionali NCAA indoor, getto del peso - 20,01 m
- 4º ai Campionati nazionali NCAA, getto del peso - 19,38 m
- 15º ai Campionati nazionali statunitensi, getto del peso - 18,53 m

2008
- Oro ai Campionati nazionali NCAA indoor, getto del peso - 21,73 m
- Argento ai Campionati nazionali NCAA, getto del peso - 20,24 m
- 9º ai Campionati nazionali NCAA, lancio del disco - 56,27 m
- 6º ai Campionati nazionali statunitensi, getto del peso - 20,36 m

2009
- Oro ai Campionati nazionali NCAA indoor, getto del peso - 20,16 m
- Oro ai Campionati nazionali NCAA, getto del peso - 20,11 m
- Argento ai Campionati nazionali NCAA, lancio del disco - 59,80 m
- 9º ai Campionati nazionali statunitensi, getto del peso - 19,56 m
- 18º ai Campionati nazionali statunitensi, lancio del disco - 57,10 m

2010
- Argento ai Campionati nazionali statunitensi indoor, getto del peso - 21,03 m
- Oro ai Campionati nazionali NCAA indoor, getto del peso - 21,52 m
- 5º ai Campionati nazionali statunitensi, getto del peso - 20,61 m
- Oro ai Campionati nazionali NCAA, getto del peso - 21,97 m
- Oro ai Campionati nazionali NCAA, lancio del disco - 59,06 m

2011
- Oro ai Campionati nazionali statunitensi indoor, getto del peso - 21,35 m
- 4º ai Campionati nazionali statunitensi, getto del peso - 21,34 m

2012
- Argento ai Campionati nazionali statunitensi indoor, getto del peso - 21,60 m
- Argento ai Campionati nazionali statunitensi, getto del peso - 21,66 m

2013
- Oro ai Campionati nazionali statunitensi indoor, getto del peso - 21,80 m
- Oro ai Campionati nazionali statunitensi, getto del peso - 22,11 m

2014
- Oro ai Campionati nazionali statunitensi indoor, getto del peso - 22,23 m

## Altre competizioni internazionali
2010
- 4º al Prefontaine Classic ( Eugene), getto del peso - 20,93 m
- 6º al DN Galan ( Stoccolma), getto del peso - 20,66 m
- 8º al London Grand Prix ( Londra), getto del peso - 19,78 m

2011
- Bronzo al Doha Diamond League ( Doha), getto del peso - 21,23 m
- 5º al Golden Gala ( Roma), getto del peso - 20,88 m
- 5º al Prefontaine Classic ( Eugene), getto del peso - 21,11 m
- 4º al London Grand Prix ( Londra), getto del peso - 20,55 m
- Argento all'Athletissima ( Losanna), getto del peso - 21,76 m
- Argento al Weltklasse Zürich ( Zurigo), getto del peso - 21,52 m
- Oro al Meeting ISTAF ( Berlino), getto del peso - 21,61 m
- 5º al Zagreb Meeting ( Zagabria), getto del peso - 21,04 m
- 4º al Memorial Van Damme ( Bruxelles), getto del peso - 21,19 m

2012
- Oro al Colofrul meeting ( Taegu), getto del peso - 21,14 m
- Bronzo al Shanghai Golden Grand Prix ( Pechino), getto del peso - 20,73 m
- 4º al Prefontaine Classic ( Eugene), getto del peso - 21,13 m
- Bronzo al DN Galan ( Stoccolma), getto del peso - 20,94 m
- Argento al Weltklasse Zürich ( Zurigo), getto del peso - 21,49 m
- Bronzo al Meeting ISTAF ( Berlino), getto del peso - 21,17 m
- Bronzo al Zagreb Meeting ( Zagabria), getto del peso - 20,52 m

2013
- Oro al Doha Diamond League ( Doha), getto del peso - 22,28 m
- Oro all'Adidas Grand Prix ( New York), getto del peso - 21,27 m
- Argento al Birmingham Grand Prix ( Birmingham), getto del peso - 20,89 m
- Oro all'Athletissima ( Losanna), getto del peso - 21,88 m
- Oro al Weltklasse Zürich ( Zurigo), getto del peso - 22,03 m
- Oro al Zagreb Meeting ( Zagabria), getto del peso - 21,60 m
- Oro al Memorial Van Damme ( Bruxelles), getto del peso - 21,45 m
- Vincitore della Diamond League nella specialità del getto del peso (26 punti)

2014
- Argento all'International Hallen Meeting Karlsruhe ( Karlsruhe), getto del peso - 21,01 m
- Bronzo al Shanghai Golden Grand Prix ( Shanghai), getto del peso - 21,31 m
- 5º al Meeting Areva ( Saint-Denis), getto del peso - 19,92 m
- 9º al Sainsbury's Glasgow Grand Prix ( Glasgow), getto del peso - 20,06 m
- 4º al Sainsbury's Anniversary Games ( Londra), getto del peso - 20,41 m
- Oro al Meeting de Atletismo Madrid ( Madrid), getto del peso - 20,91 m
- 6º al DN Galan ( Stoccolma), getto del peso - 20,39 m
- 5º al Weltklasse Zürich ( Zurigo), getto del peso - 20,74 m
- Argento al Meeting ISTAF ( Berlino), getto del peso - 21,06 m
- 8º al Zagreb Meeting ( Zagabria), getto del peso - 19,89 m

2015
- Bronzo al Doha Diamond League ( Doha), getto del peso - 21,06 m
- Bronzo al Prefontaine Classic ( Eugene), getto del peso - 21,37 m
- 4º al Golden Gala Pietro Mennea ( Roma), getto del peso - 20,60 m
- 6º all'Adidas Grand Prix ( New York), getto del peso - 20,15 m